# LOSCON Kulturstiftung für Ostbrandenburg
Die LOSCON Kulturstiftung für Ostbrandenburg ist eine rechtsfähige Stiftung bürgerlichen Rechts mit Sitz in Beeskow, Landkreis Oder-Spree. Sie wurde 2013 mit einem Stiftungsvermögen von 1 Million Euro vom Unternehmer Heinz Lassowsky gegründet.

## Stiftungszweck
Zweck der Stiftung ist die Förderung von Kunst und Kultur in der Stadt Beeskow sowie in den Landkreisen Oder-Spree, Märkisch-Oderland und der Stadt Frankfurt (Oder) in ihrer jeweils territorialen Ausdehnung zum Zeitpunkt der Stiftungserrichtung. Die Stiftung ist insbesondere als Förderkörperschaft tätig, indem sie Mittel für die Verwirklichung der steuerbegünstigten Zwecke anderer, erforderlichenfalls steuerbegünstigten Körperschaften beschafft.

## Kunstpreis

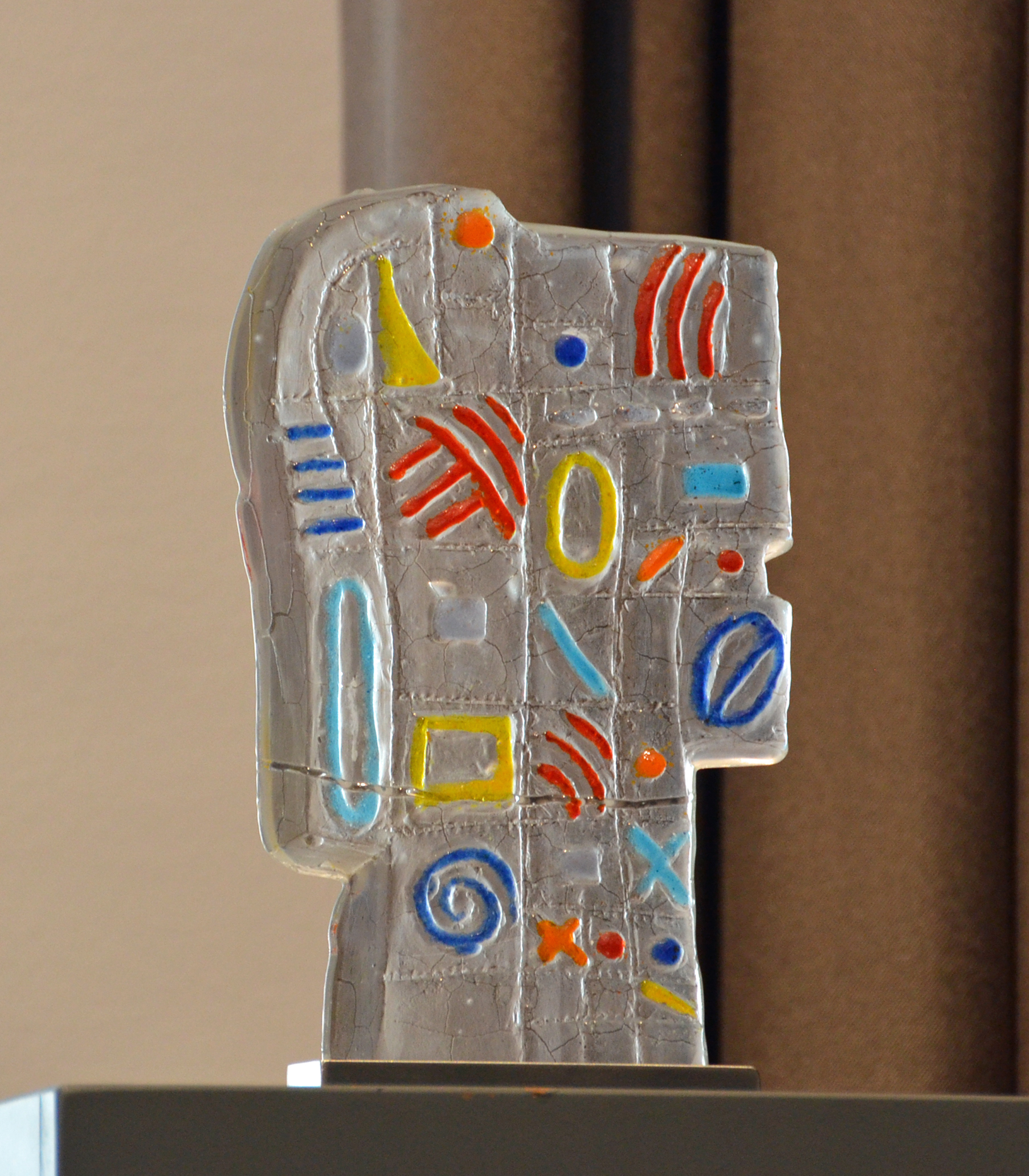
Kunstpreis der LOSCON Kulturstiftung

Der mit 3.000 Euro dotierte Kunstpreis der Stiftung wird jährlich vergeben. Jede Preisskulptur ist ein Unikat und wird von der Glaskünstlerin Beate Bolender passend zum Preisträger gestaltet. Die Verleihung findet seit 2014 in Zusammenarbeit mit dem Kleist-Museum Frankfurt (Oder) statt.

### Bisherige Preisträger
| 2013 | Waltraud Johne                 | Künstlerin, Galeristin                | [ 4 ]  |
| 2014 | Erika Stürmer-Alex             | Künstlerin                            | [ 5 ]  |
| 2015 | Matthias Steier                | Maler, Grafiker, Zeichner             | [ 6 ]  |
| 2016 | Winfried Bellgardt             | ehrenamtlicher Galerist               | [ 7 ]  |
| 2017 | Kai Uwe Kohlschmidt            | Musiker, Komponist, Regisseur, Texter | [ 8 ]  |
| 2018 | Ehrhard Thoms                  | Künstler                              | [ 9 ]  |
| 2019 | Matthias Alward                | Kirchenmusiker                        | [ 10 ] |
| 2021 | Hannes Zerbe                   | Pianist, Komponist                    | [ 11 ] |
| 2022 | Sophie Natuschke               | Grafikerin                            | [ 12 ] |
| 2023 | Dorothee Schmidt-Breitung      | Restauratorin, Denkmalpädagogin       | [ 13 ] |
| 2024 | Ekkehard Krüger                | Musikwissenschaftler                  | [ 14 ] |
| 2025 | Christina Hochmuth Frank Radüg | ...                                   | [ 15 ] |

## Weitere Förderungen
Die LOSCON Kulturstiftung für Ostbrandenburg unterstützt vielfältige kulturelle Projekte, darunter das internationale Musiktheaterfestival Oper Oder Spree, das Kunstarchiv in Beeskow für Kunst aus der DDR, den deutsch-deutschen Kulturaustausch zwischen Krefeld und dem Landkreis Oder-Spree, das Chamisso Museum im einstigen Kunersdorfer Musenhof und Fokus Kunst und Kultur in der Gemeinde Jamlitz.